# Bor Ambrus
Bor Ambrus (eredeti örmény neve: Hovhannesian Zaven János, majd 1959-től Lukács János, írói neve Bottyán János és Bor Ambrus) (Gödöllő, 1921. október 31. – Budapest, 1995. május 18.) József Attila-díjas (1981) magyar író, műfordító, publicista.

## Életpályája
1943-ban végzett jogi egyetemet Budapesten. 1966-tól a Magyar Könyvkiadók és Könyvterjesztők Egyesülése lapjának, az 1956-ban alapított Könyvvilágnak főszerkesztője. 1969-től a Magvető Könyvkiadó szerkesztője, 1976-tól főszerkesztője volt.
Műveiben a régi hagyományokon felnőtt értelmiség útkeresését ábrázolta. Többek között a következő íróktól fordított: Goethe, Rainer Maria Rilke, Heinrich Böll, Günter Grass, Jakob Michael Reinhold Lenz, Martin Walser, Anna Seghers, Christine Nöstlinger.

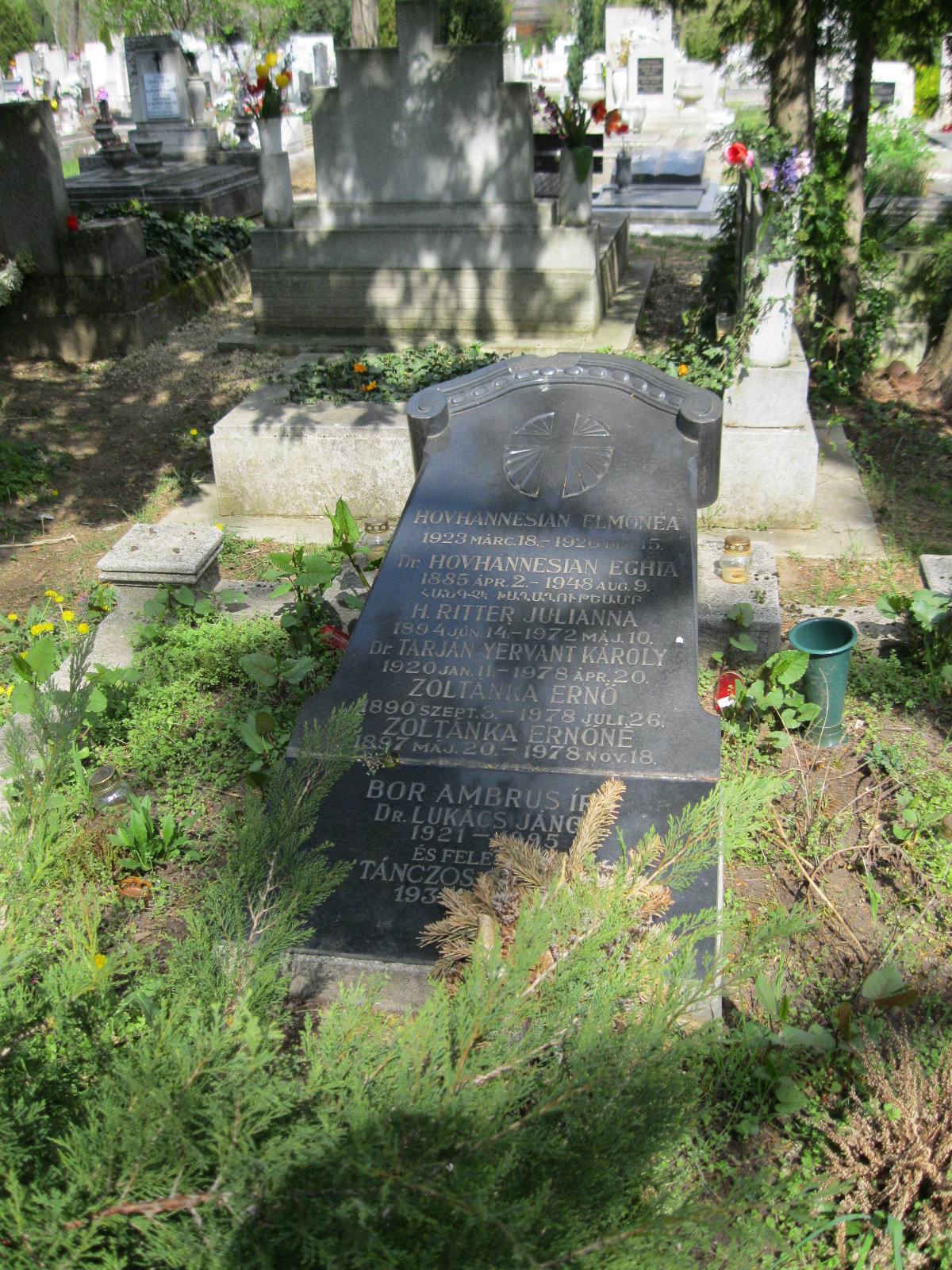
Bor Ambrus sírja a gödöllői városi temetőben

## Művei
- A nagykorúság órája (elbeszélés, 1961)
- Világfutók (regény, 1961)
- Üvegszekrény (elbeszélés, 1966)
- Fejezetek a fiúért (regény, 1969)
- Genezáret (elbeszélés, 1970)
- Útlevélkép háttérrel (regény, 1972)
- Perújítás (válogatott cikkek, riportok, 1975)
- Rövidítések és jelek (elbeszélés, 1976)
- Hosszabb távok (elbeszélések, 1980)
- Jel (válogatott elbeszélések, 1981)
- Morion (regény, 1983)
- Szakadatlan jelen (regény, 1986)
- Meráni hegedű (1991)
- Szem. Válogatott novellák és kisregények; vál., szerk. Tarján Tamás, utószó Ördögh Szilveszter; Antológia, Lakitelek, 1997

## Műfordításai
- Rainer Maria Rilke: Malte Laurids Brigge feljegyzései (1946)
- Erich Kästner: Az emberke (1966)
- Heinrich Böll: Mifelénk, esszék (Rayman Katalinnal, Nemeskürty Istvánnal) (1969)
- Erich Kästner: Emberke meg a kislány (1969)
- Anna Seghers: A bizalom (1970)
- Siegfried Lenz: Németóra, (1971)
- Ernst Barlach: Szemben a gonosszal (1973)
- Heinrich Böll: Csoportkép hölggyel (1973)
- W. Heynowski-G. Scheumann: A "Hallgatás" hadművelet (1974)
- Oskar Kokoschka: Életem (1974)
- Dieter Wellershoff: Mindenki részt vehet (1974)
- Heinrich Böll: Katharina Blum elvesztett tisztessége vagy: miből lehet erőszak, és mit tehet velünk (1976)
- Siegfried Lenz: A példakép (1976)
- Franz Josef Degenhardt: Üszkös terep (1977)
- Georg Saiko: Ember a nádasban (1977)
- Alfred Andersch: A félárnyék barátja (1979)
- Peter Handke: Vágy nélkül, boldogtalan (1979)
- Heinrich Böll: Gondviselő ostromzár (1980)
- Siegfried Lenz: Honismereti gyűjtemény (1980)
- Paul Kersten: Apám hétköznapi halála (1981)
- Heinrich Böll: Egy bohóc nézetei (1982)
- Lothar-Günther Buchheim: A hajó (1982)
- Peter Härtling: Panaszos utóhang (1982)
- Martin Walser: Lélekedzés (1982)
- Siegfried Lenz: A veszteség (1983)
- Heinrich Böll: Frankfurti előadások (1984)
- Heinrich Böll: A hagyaték (1984)
- Fritz Zorn: Mars (1984)
- Christine Nöstlinger: Konzerv Konrád (1985)
- Martin Walser: A hattyús ház (1985)
- Heinrich Böll: És lőn este és reggel (Rayman Katalinnal) (1986)
- Heinrich Böll: Asszonyok rajnai tájban (1987)
- Martin Walser: Hullámverés (1987)
- Günter Grass: A hal (1988)
- Günter Grass: A Patkánynő (1988)
- Christine Nöstlinger: Punk, avagy a hajmeresztő hétfő (1988)
- Peter Härtling: Öreg John szobát és eget meszel (1989)
- Siegfried Lenz: Gyakorlótér (1990)
- Elias Canetti: Tömeg és hatalom (1991)
- Fred Denger: A Nagy Főnök, vagy az Ószövetségi Szentírás új, hetyke és hűvös foglalata (1992)
- Stefan Zweig: A változás mámora (1992)
- Matthis Arnold: Henri de Toulouse-Lautrec. Az élet színháza (1993)
- Utta Danella: Regina révbe ér (1993)
- Günter Grass: Békaszó (1993)
- E. T. A. Hoffmann: Az arany virágcserép (1993)
- Sigrid-Maria Grössing: A Habsburgok szerelmi krónikája (1994)
- Johannes Mario Simmel: S a szivárványhoz útnak eredt… (1994)
- Johann Wolfgang von Goethe: Az ifjú Werther szenvedései (1995)

## Díjai
- Szocialista Kultúráért (1970, 1977)
- Gábor Andor-díj (1976)
- A Munka Érdemrend ezüst fokozata (1978)
- József Attila-díj (1981)
- A Munka Érdemrend arany fokozata (1983)
- A Művészeti Alap Irodalmi Díja (Györffy Miklóssal) (1987)
- Az Év Könyve Jutalom (1988)
- Az Európa Könyvkiadó nívódíja (1988, 1991)
- Osztrák Jutalomdíj (1992)
- Kortárs-díj (1994)